# Spoorlijn 57 (Polen)
Spoorlijn 57 is een goederenspoorlijn in het oosten van Polen. De enkelsporige spoorlijn heeft een breedspoor (1520 mm) en werd in 1955 geopend.
De spoorlijn verbindt de Wit-Russische plaats Hrodna met Polen. Spoorlijn 57 begint bij de grens met Wit-Rusland en loopt tot station Gieniusze. De lijn sluit aan op Spoorlijn 6 bij Kuźnica Białostocka. 

## Traject

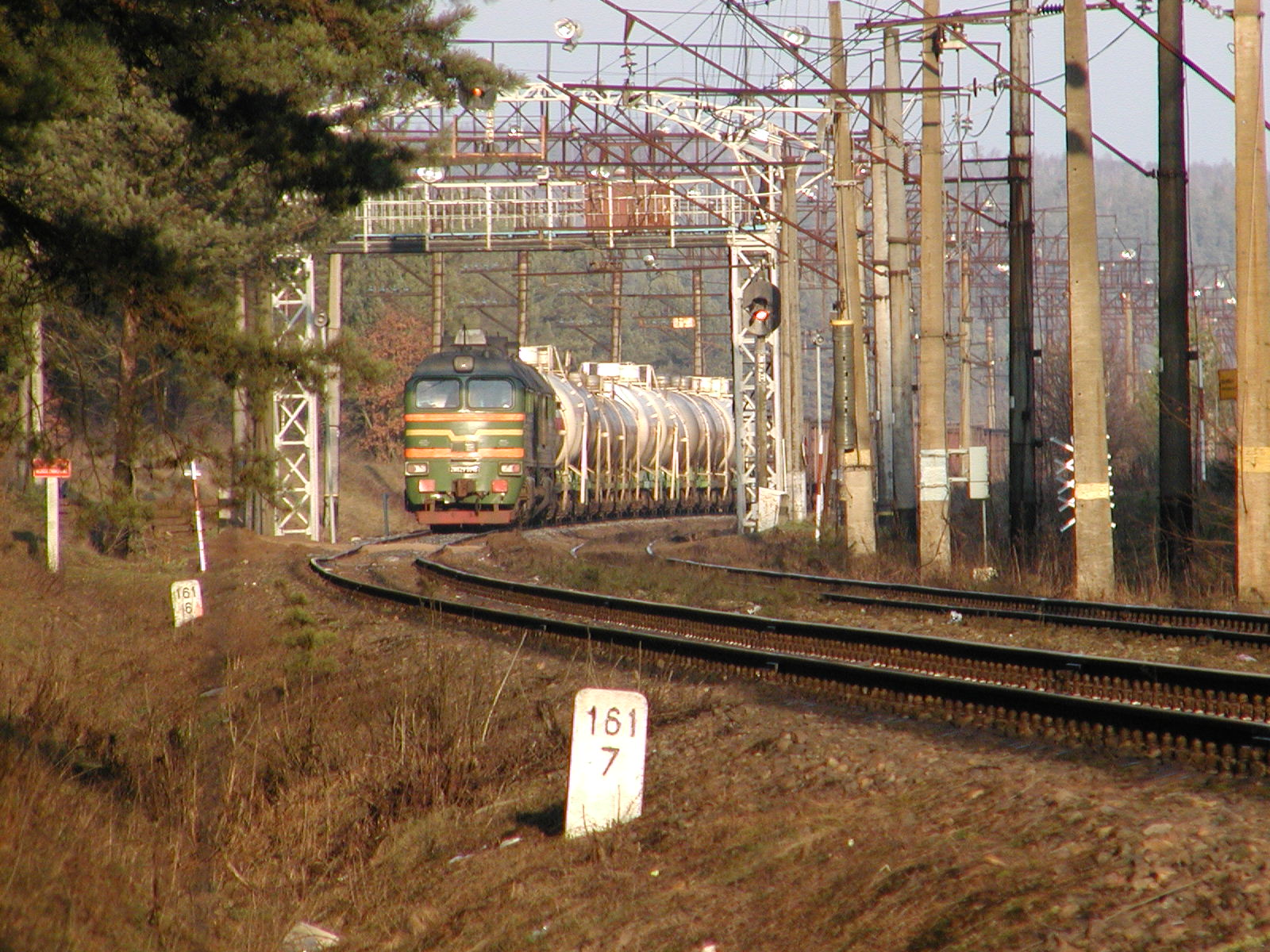
Bij grens met Wit-Rusland

- 161,49 grens Polen/Wit-Rusland
- 165,44	Kuźnica Białostocka
- 181,53 Sokółka
- 187,17 Gieniusze
- ..  Machnacz